# 에코모니
에코모니(일본어: エコモニ。)는 2004년 여름에 결성된 모닝구무스메。의 유닛으로 에코 문화제 “뜨거운 지구를 식힌다。”의 테마송을 불렀다.

## 개요
- 멤버는 당시 모닝구무스메。의 멤버로 전 비유덴의 리더인 이시카와 리카와 모닝구무스메。멤버 미치시게 사유미의 2명이다.
- 헬로! 프로젝트의 2004 ~ 2005년의 일련의 콘서트 · 이벤트 및 릴리스 된 CD 등에는, 모두 2005년에 개최된「사랑 · 지구박」의「파트너십 사업」이라고 하는 관이 붙어 있었지만, 본유닛은 그 결정판이라고도 말할 수 있다.
- 의상은 지구 환경을 생각하는 소재로 만들어져 있어, 이산화탄소를 산소로 바꾸는 상징으로 숲과 바다의 요정을 이미지를 표현하였다.
- 미치시게 사유미에 신장에 맞추기 위해서 이시카와는 모자를 쓰고 있다.
- 그 이후, 한번 더 활동하고 없어진 일회성 기간 한정 유닛이다[1].
- 2009년 3월 31일에 이시카와가 헬로! 프로젝트를 졸업하였다.

## 약력
- 2004년 6월 19일 ~ 20일에 개최된 「모닝구무스메。“뜨거운 지구를 식힌다。” 문화제 2004」에 출연하였다.「HELP!!～エコモニ。の熱っちぃ地球を冷ますんだっ。～」를 첫 피로하였다.
- 2004년 6월 20일,「100만명의 캔들 나이트 2004 도쿄 팔백야등 카운트다운 세레모니」에 참가.
- 2005년,「팀·마이너스6%」의 멤버에게 선출(넘버 44). 또, 모닝구무스메。(넘버 43)나 헬로! 프로젝트(넘버 125) 명의에서도 선출되고 있다.
- 2005년 10월 8일 ~ 10일에 개최된 「모닝구무스메。“뜨거운 지구를 식힌다。” 문화제 2005 in 요코하마」에 출연하였다.
- 2006년 9월 16일 ~ 17일에 개최된 「모닝구무스메。“뜨거운 지구를 식힌다。” 문화제 2006 in 요코하마」에 출연하였다.
- 2007년 10월 7일 ~ 8일에 개최된 「모닝구무스메。“뜨거운 지구를 식힌다。” 문화제 2007 in 요코하마」에 출연하였다.
- 2013년에 미치시게 사유미의 블로그에서 유닛으로서 활동을 하지 않는 것이 판명[1].

## 음악

### 싱글
- 아야야무 with 에코하무즈 명의

1. 天才！LET'S GO あややム (2004년 11월 26일)
  - 등장인물은 아야야무(마츠우라 아야)와 함께 구성된 유닛「아야야무 with 에코하무즈」결성.
  - C/W「エコのワルツ」는 본 유닛「에코하무즈」로 가창.
  - 영화「극장판 돗토코 하무타로」주제가

### 앨범
1. 풋치베스트5 (2004년 12월 22일)
  - HELP!!～エコモニ。の熱っちぃ地球を冷ますんだっ。～ 수록.
2. 풋치베스트6 (2005년 12월 21일)
  - HELP!!～エコモニ。の熱っちぃ地球を冷ますんだっ。2005～ 수록.
3. 헬로! 프로젝트 스폐셜 유닛 메가 베스트 (2008년 12월 10일)

## 출연

### 영화
- 극장판 돗토코 하무타로「하무타로와 이상한 오니의 그림책탑」(2004년, 도에이)

### 사진집
- 엔젤즈 (2005년 11월 16일, 와니북스) ISBN 4847028953